# Estadio Luis II
El Estadio Luis II (en francés: Stade Louis II) es un recinto multiusos, pero principalmente destinado a la práctica del fútbol, situado en el distrito de Fontvieille, dentro del Principado de Mónaco. Sirve de sede habitual al Association Sportive de Monaco Football Club y cuenta con capacidad para 18,525 personas. Fue inaugurado el 25 de enero de 1985, y debe su nombre al fallecido Príncipe Luis II de Mónaco, bisabuelo del actual gobernante Alberto II.

## Historia

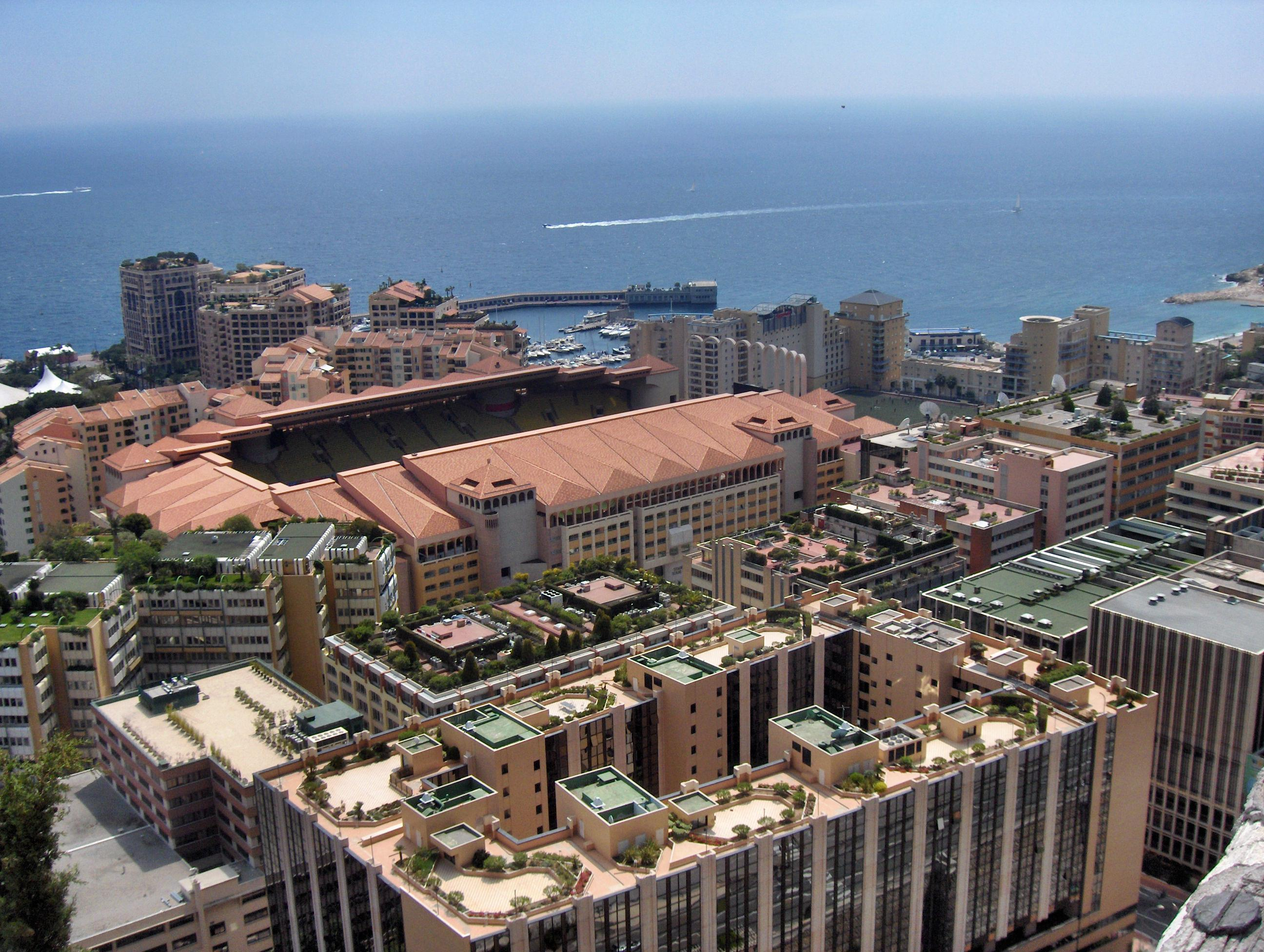
Vista aérea del Estadio Luis II.

El Estadio Luis II original se inauguró en 1939 como sede del AS Mónaco. La decisión de construir un nuevo centro deportivo en el principado se remonta a 1979, cuando el Príncipe Rainiero III decidió crear un complejo multiusos en el distrito de Fontvieille. Para ello contrató a arquitectos parisinos quienes se encargarían de edificar el proyecto. 
Las obras comenzaron en mayo de 1981 y terminaron en 1984, requiriendo 120.000 m³ de hormigón, 9.000 toneladas de hierro y 2.000 toneladas de estructura de acero.
El recinto se inauguró oficialmente el día 25 de enero de 1985 por el Príncipe Rainiero III. Fue construido en tierras ganadas al mar, y toma el nombre del fallecido Luis II de Mónaco, abuelo del monarca.
Desde el año 1998 y hasta 2012, el AS Mónaco se encargaba de organizar la Supercopa de Europa en el inmueble.

## Características
Comprende (además del propio estadio de fútbol) una pista de atletismo, un centro polideportivo y un centro náutico. Asimismo, alberga un aparcamiento de cuatro plantas y las oficinas del club, siendo la mayoría de estas instalaciones subterráneas.
En el interior del inmueble, las localidades con más visibilidad y lujo se encuentran en las filas superior e inferior de la grada norte, así como las filas de la zona central de la grada sur, conocidas respectivamente como Tribune d'Honneur (Tribuna de Honor), Tribune Reservée (Tribuna Reservada) y Tribune Premiere (Tribuna de Primera clase).

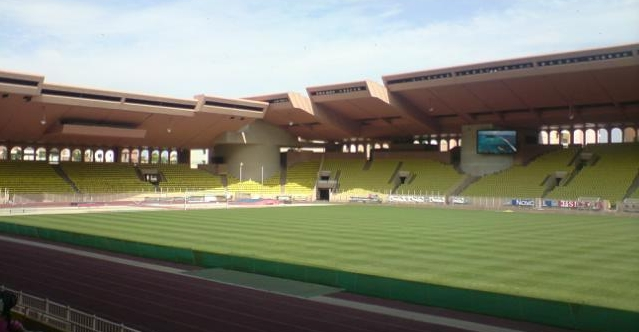
Panorámica del estadio.

## Eventos
Desde 1998 hasta 2012 fue la sede donde se disputaba el partido de la Supercopa de Europa, así como de las galas de la UEFA para los sorteos de la Liga de Campeones y Copa de la UEFA (hoy Liga Europa de la UEFA).
Por su parte, allí se realiza desde 1987 la Herculis, una prueba de atletismo que ha formado parte del Super Prix y actualmente la Liga de Diamante de la IAAF.
En 2016 y 2021 albergo el Torneo Preolímpico Mundial Masculino de Rugby 7, el cual otorgaba plazas para los Juegos Olímpicos de Río de Janeiro 2016 y Tokio 2020 respectivamente.